# Lars Nelson
Lars Fredrik Nelson (Tännäs, 19 de agosto de 1985) es un deportista sueco que compitió en esquí de fondo. Participó en los Juegos Olímpicos de Sochi 2014, obteniendo una medalla de oro en la prueba de relevo (junto con Daniel Rickardsson, Johan Olsson y Marcus Hellner).

## Palmarés internacional
| Juegos Olímpicos | Juegos Olímpicos | Juegos Olímpicos | Juegos Olímpicos |
| Año              | Lugar            | Medalla          | Prueba           |
| ---------------- | ---------------- | ---------------- | ---------------- |
| 2014             | Sochi (Rusia)    | Medalla de oro   | Relevo 4 × 10 km |